# Ispidina
Ispidina — рід сиворакшоподібних птахів родини рибалочкових (Alcedinidae). Представники цього роду мешкають в Африці на південь від Сахари. Раніше їх відносили до роду Рибалочка-крихітка (Ceyx), однак за результатами молекулярно-філогенетичного дослідження вони були переведені до відновленого роду Ispidina. Цей рід є сестринським по відношенню до роду Corythornis.

## Види
Рід нараховує два види:
- Рибалочка-крихітка африканський (Ispidina lecontei)
- Рибалочка-крихітка синьоголовий (Ispidina picta)